# Victoires de la Bretagne
Pour les articles homonymes, voir Victoire.
Les Victoires de la Bretagne sont des récompenses bretonnes décernées chaque année depuis 2014 à des personnes ayant marqué le territoire par leurs actions (dans le domaine de la culture, des sports, de l'économie, de la recherche, ou des initiatives individuelles et collectives.)

## Présentation générale
Les Victoires de la Bretagne - Le Télégramme-Crédit Mutuel de Bretagne constituent un événement annuel, organisé depuis 2014 au début du mois de décembre par le Groupe Télégramme. Il consiste à récompenser les talents, les initiatives et actions de toute nature, qui ont éclos en Bretagne au cours de l'année écoulée.
Cet événement se veut le révélateur et la vitrine de celles et ceux qui, par leur engagement et leur créativité, contribuent à la richesse et à la force de la Bretagne, à la cohésion de sa société, à l'émergence de solutions d'avenir.
La remise des prix est diffusée sur les chaînes de télévision locales Tébéo, TébéSud et TVR. Le jury attribuant les Victoires est composé de personnalités régionales de tous les secteurs économiques, culturels, associatifs, sportifs, médias. En 2016, le jury est présidé par Yann Queffélec, en 2017 par Anne-Claire Coudray et en 2018 par Dan Ar Braz.
L'hymne du générique est composé spécialement par le guitariste Dan Ar Braz en 2014, apparaissant ensuite sur son album Cornouailles Soundtrack sous le titre Theme for a Victory. Divers artistes bretons ont animé les cérémonies : Dan Ar Braz, l’Ensemble Matheus, le bagad Melinerion de Vannes, le cercle Eostiged ar Stangala de  Quimper, Outside Duo, Denez Prigent, Soldat Louis, le dessinateur Nono...

## Les cérémonies
| Cérémonie                     | Date             | Lieu                                              | Présentateurs                          | Diffuseur             | Références |
| ----------------------------- | ---------------- | ------------------------------------------------- | -------------------------------------- | --------------------- | ---------- |
| 1res Victoires de la Bretagne | 9 décembre 2014  | Brest Arena                                       | Laury Thilleman et Lionel Buannic      | Tébéo - TébéSud       | [ 5 ]      |
| 2es Victoires de la Bretagne  | 15 décembre 2015 | Palais des Arts et des Congrès de Vannes          | Pauline Fercot et Yvan Le Bolloc'h     | Tébéo - TébéSud - TVR | [ 6 ]      |
| 3es Victoires de la Bretagne  | 8 décembre 2016  | Salle Hermione à Saint-Brieuc                     | Pauline Fercot et Laurent Chandemerle  | Tébéo - TébéSud - TVR | [ 7 ]      |
| 4es Victoires de la Bretagne  | 20 décembre 2017 | Les Champs libres à Rennes                        | Pauline Fercot et Calixte de Nigremont | Tébéo - TébéSud - TVR | [ 8 ]      |
| 5es Victoires de la Bretagne  | 6 décembre 2018  | Le Pavillon à Quimper                             | Pauline Fercot et Calixte de Nigremont | Tébéo - TébéSud - TVR | [ 3 ]      |
| 6es Victoires de la Bretagne  | 5 décembre 2019  | Palais des Congrès de Lorient                     |                                        | Tébéo - TébéSud - TVR | [ 9 ]      |
| 7es Victoires de la Bretagne  | 18 décembre 2020 |                                                   |                                        |                       |            |
| 8es Victoires de la Bretagne  | 9 décembre 2021  | Palais du Grand Large à Saint-Malo                |                                        |                       |            |
| 9es Victoires de la Bretagne  | 6 décembre 2022  | Navire Pont-Aven de la Brittany Ferries à Roscoff |                                        |                       |            |
| 10es Victoires de la Bretagne | 5 décembre 2023  | Musée national de la Marine à Paris               |                                        |                       |            |
| 11es Victoires de la Bretagne | 22 novembre 2024 | La Passerelle à Saint-brieuc                      |                                        |                       |            |

## Les catégories
Le nombre de Victoires et leur intitulé ont évolué au gré des années et des partenariats noués. Néanmoins, certaines catégories sont récurrentes depuis plusieurs années :
- Breton de l'année
- Prix du public
- Victoire Terre & Mer
- Victoire ambassadeur de Bretagne
- Victoire innovation et numérique
- Victoire de l'environnement
- Victoire du civisme et de la solidarité
- Action publique
- Victoire énergie et climat
- Victoire Economie et Entreprises
- Victoire du Tourisme et du Patrimoine
- Victoire dans le monde du sport
- Victoire Arts et Spectacles
- Victoire de l'aventure

## Le palmarès

### 2014
Liste des personnalités, associations ou entreprises ayant remporté une Victoire de la Bretagne lors de la 1re édition de la cérémonie :
- Attractivité : Cadiou Industrie
- Entreprise de l'année : Niji
- Innovation : Jean Chaoui
- Action individuelle : Nicolas Huchet
- Action publique : Conseil général des Côtes-d'Armor
- Initiative associative : Société nationale du patrimoine des phares et balises
- Artiste de l'année : Christophe Miossec
- Sportif de l'année : En Avant de Guingamp
- Jeunesse : Marie-Océane Seguin, Victor Manac'h, Marie Miossec et David Fillette du Lycée Yves Thépot de Quimper
- Prix spécial du jury : Sermeta
- Prix du public : la Pierre-Le Bigaut Mucovicidose
- Breton de l'année : Christophe Miossec

### 2015
Liste des personnalités, associations ou entreprises ayant remporté une Victoire de la Bretagne lors de la 2e édition de la cérémonie :
- Entrepreneur de l'année : Jean-François Daviau (Sabella)
- Entreprise de l'année : Sill
- Innovation : Clémentine Gallet
- Action individuelle : Hervé Lossec
- Action publique : Le Leff communauté
- Initiative associative : les Pink Ladies
- Artiste de l'année : Patrice Pellerin
- Sportif de l'année : Warren Barguil
- Jeunesse : Loena Le Goff
- Prix spécial du jury : le Bagad de Vannes
- Prix du public : le Bagad de Vannes
- Breton de l'année : Gilles Falc'hun

### 2016
Liste des personnalités, associations ou entreprises ayant remporté une Victoire de la Bretagne lors de la 3e édition de la cérémonie :
- Entreprise ambassadrice : Les Gavottes
- Entreprise innovante : Manros Thérapeuthics
- Entreprise de l'année : Brittany Ferries
- Création d'entreprise : Anthony Esposito
- Action individuelle : Hubert Journel
- Action publique : le Musée de Pont-Aven
- Action associative : la Vallée des Saints
- Développement durable : Triskalia
- Artiste de l'année : le cercle celtique Eostiged ar Stangala
- Sportif de l'année : le Rugby club vannetais
- Jeunesse : Filipe Novais
- Gastronomie : Rock'n Toques
- Prix spécial du jury : l'association Ici, Femmes de l'Europe et d'ailleurs
- Prix du public : Théo Bodin
- Bretonne de l'année : Irène Frachon

### 2017
Liste des personnalités, associations ou entreprises ayant remporté une Victoire de la Bretagne lors de la 4e édition de la cérémonie :
- Entreprise ambassadrice : Tiwal
- Entreprise innovante : Klaxoon
- Entreprise de l'année : Groupe Michel
- Création d'entreprise : Eodyn
- Action publique : la commune nouvelle du Mené
- Action citoyenne : l'association Un toit pour un fauteuil
- Développement durable : Energy Observer
- Tourisme : Franck Jaclin (la Route des Pingouins)
- Jeunesse : Evrard Perrin
- Sportif de l'année : Warren Barguil
- Artiste de l'année : l'Orchestre symphonique de Bretagne
- Prix spécial du jury : Baptiste Denieul
- Prix du public : l'association Un toit pour un fauteuil
- Breton de l'année : Armel Le Cléac'h

### 2018
Liste des personnalités, associations ou entreprises ayant remporté une Victoire de la Bretagne lors de la 5e édition de la cérémonie :
- Entreprise ambassadrice : Guy Cotten
- Entreprise innovante : Hemarina
- Entreprise de l'année : la Maison Chancerelle
- Création d'entreprise : Cool Roof
- Action publique : le territoire Zéro Chômeur des communes de Pipriac et Saint-Ganton
- Action citoyenne : l'opération Pain Perdu de l'ESAT de Vannes
- Développement durable : le fonds Explore du navigateur Roland Jourdain
- Tourisme : le Fonds Hélène et Édouard Leclerc pour la culture
- Jeunesse : le navigateur Guirec Soudée et sa poule Monique
- Sportif de l'année : le Landerneau Bretagne Basket
- Artiste de l'année : Paul Bloas
- Prix spécial du jury : le Café Joyeux
- Prix du public : Guirec Soudée et sa poule Monique
- Victoire d'honneur : Francis Joyon pour sa victoire lors de la Route du Rhum 2018
- Breton de l'année : Franck Zal

### 2019
Liste des personnalités, associations ou entreprises ayant remporté une Victoire de la Bretagne lors de la 6e édition de la cérémonie :
- Entreprise ambassadrice : Henaff
- Entreprise innovante : Eolink
- Entreprise de l'année : Multiplast
- Création d'entreprise : IOT.bzh
- Action publique : Le territoire de Locminé
- Action citoyenne : Jean d’Artigues
- Développement durable : EcoTree
- Tourisme : Le Domaine des Ormes
- Sportif de l'année : Sandra Levenez Duathlon
- Artiste de l'année : Eléa Gobé-Mévellec
- Victoire Terre & Mer : Dominique Gauthier- La ferme de Kermerrien
- Prix spécial du jury : Pascal Jaouen
- Prix du public : A l’Aise Breizh
- Breton de l'année : Jean-René Mahé

### 2020
Liste des personnalités, associations ou entreprises ayant remporté une Victoire de la Bretagne lors de la 7e édition de la cérémonie :
- Entreprise ambassadrice : Familéo
- Entreprise innovante : Medaviz
- Entreprise de l'année : Nous, anti-gaspi
- Création d'entreprise : MaPui
- Action publique : La coop des Masque
- Action citoyenne : Association Investir en Cœur de Bretagne
- Développement durable : Grain de Sail
- Tourisme : Les Archi Kurieux
- Victoire d’honneur au monde du sport : Eugénie Le Sommer
- Victoire d’honneur au monde des arts et de la culture : Françoise Livinec pour l’Ecole des Filles de Huelgoat
- Victoire Terre & Mer : Le panier de la mer
- Prix spécial du jury : Sermeta
- Breton de l'année : Marie Solène Letoqueux

### 2021
Liste des personnalités, associations ou entreprises ayant remporté une Victoire de la Bretagne lors de la 8e édition de la cérémonie :
- Victoire ambassadeur de Bretagne : Groix et Nature
- Victoire innovation et numérique : Unseenlabs
- Victoire de l'environnement : Seatrack Box
- Victoire du civisme et de la solidarité : La colocation inclusive - Bretagne solidaire
- Action publique : Le SEW
- Victoire énergie et climat : Entech Smart Energies
- Victoire Economie et Entreprises : Cordon Electronics
- Victoire du Tourisme et du Patrimoine : Le Napoléon Express
- Victoire dans le monde du sport : Pauline Coatanéa
- Victoire Arts et Spectacles : Les arts urbains
- Victoire Art de vivre : La Robe du Vin
- Victoire Terre & Mer : Coopérative Biobreizh
- Victoire des talents du CMB : Iliens
- Prix du public : Le BBH
- Breton de l'année : Jean Le Cam

### 2022
Liste des personnalités, associations ou entreprises ayant remporté une Victoire de la Bretagne lors de la 9e édition de la cérémonie :
- Victoire ambassadeur de Bretagne : Pascal Jaouen
- Victoire innovation et numérique : Weenat
- Victoire de l'environnement : Under the Pole
- Victoire du civisme et de la solidarité : Gilles Mobre
- Action publique : L'internat du lycée Henri-Avril
- Victoire énergie et climat : H2X Ecosystems
- Victoire Economie et Entreprises : Claripharm
- Victoire du Tourisme et du Patrimoine : Arnaud Burel pour la charte du voyageur de Bretagne
- Victoire dans le monde du sport : David Gaudu
- Victoire Arts et Spectacles : Vivement lundi pour le film d'animation Flee
- Victoire de l'aventure : Victor Rault, sur les traces de Charles Darwin
- Victoire Terre & Mer : Polymaris biotechnology pour Biosealite
- Le coup de coeur du Crédit Mutuel de Bretagne : Emilie Lebrun, fondatrice de Miochi
- Prix du public : Alvan & Ahez
- Breton de l'année : Nolwenn Febvre, Les p'tits doudous

### 2023
Liste des personnalités, associations ou entreprises ayant remporté une Victoire de la Bretagne lors de la 10eédition de la cérémonie :
- Bretonne de l’année : Mona Ozouf, historienne, philosophe et journaliste
- Victoire de l’action publique : la commune de Plévenon, qui lutte contre la désertification médicale en aidant financièrement un étudiant en médecine en échange de son installation future sur le territoire de la commune
- Victoire de l’innovation et du numérique : Claire Hellio, chercheuse brestoise spécialiste des biotechnologies marines, responsable de la plateforme BIODIMAR à l’UBO
- Victoire de l’énergie et du climat : ETT (Ploudalmézeau)
- Victoire de l'économie et des entreprises : Produit en Bretagne
- Victoire du civisme et de la solidarité : Les compagnons bâtisseurs , association nationale dont l’antenne bretonne, la plus importante, a accompagné cette année plusieurs centaines de chantiers de lutte contre la précarité énergétique
- Victoire de l’ambassadeur de la Bretagne : Dominique Crenn, cheffe 3 étoiles
- Victoire de l’environnement : François Gabart et Roland Jourdain pour l’alliance à Concarneau de leurs deux structures, Kaïros et MerConcept, pour limiter l’impact environnemental de la course au large et de la voile en général
- Victoire des sports : Alexandre Léauté, paracycliste
- Victoire du tourisme et du patrimoine : Océanopolis
- Victoire des arts et spectacles : Didier Squiban, musicien
- Victoire de l’aventure : Isabel Del Real, partie seule à bicyclette jusqu’en Iran et en a tiré un roman graphique
- Victoire de l’art de vivre : Nolwenn Faligot, styliste à l’origine du collectif Pevarzek, qui entend lancer, 100 ans après le Seiz Breur, un nouveau mouvement de création culturelle en Bretagne
- Victoire « Le coup de cœur du CMB » : Ryann Dubois, créateur du clavier KeyDys pour les personnes souffrant de troubles dys
- Victoire du Public : US Concarneau, qui a atteint la Ligue 2 et le statut professionnel

### 2024
Liste des personnalités, associations ou entreprises ayant remporté une Victoire de la Bretagne lors de la 11e édition de la cérémonie :
- Breton de l’année : Les Médaillés bretons olympiques et paralympiques.

- Victoire « Le coup de cœur du CMB » : Live-out, technologies de la réalité-virtuelle au service de bien être des personnes âgées

- Victoire du public : Les mégalithes de Carnac, inscrits sur la Liste indicative française du Patrimoine mondial de l'UNESCO, réponse d'ici 2025

- Victoire du numérique : Managia (Brest – 29), repenser la gestion des équipes et le management des organisations à l'ère de l'IA

- Victoire de l’innovation et de la recherche : Institut de cancérologie et d’imagerie du CHU de Brest – 29

- Victoire de l’énergie et du climat : Convention des entreprises pour le climat (Ouest), association pour le climat

- Victoire de l’économie et des entreprises : Groupe Legendre (Rennes – 35), entreprise familiale en France et à l'international
- Victoire du civisme et de la solidarité : Rugbygirl Académie (Perros-Guirec – 22), association sportive
- Victoire de l’Ambassadeur de Bretagne : L'Atelier Blam (Nantes), créateur du cheval mécanique Zeus de la cérémonie d'ouverture des Jeux Olympiques,, et MMProcess (Quiberon – 56), prestataire de solutions techniques pour la voile de compétition
- Victoire de l’environnement : Le Conservatoire botanique de Brest (Brest – 29)
- Victoire des sports : RC Vannes, club de rugby (Vannes – 56) et Stade brestois, club de foot (Brest – 29)
- Victoire du tourisme et du patrimoine : La traversée bretonne (Nantes, Rennes, Saint-Malo, Normandie), un parcours à travers la Bretagne
- Victoire des arts et du spectacle : Zaho de Sagazan (Saint-Nazaire – 44), musicienne et Jean-Christophe Spinosi (Brest – 29), chef d'orchestre
- Victoire de l’aventure : Lost in the swell (Brest – 29), les aventuriers surfeurs
- Victoire de l’achat local : Foil & Co (Pencran – 29), ingénieur de fabrication